# アリスSOS
『アリスSOS』（アリス エスオーエス）は、1998年4月6日から1999年1月28日に『天才てれびくん』 (NHK) の枠内で放送された日本のテレビアニメ。

## 概要
読書が大好きで特に『不思議の国のアリス』の大ファンという少年タカシが、悪魔の手先にさらわれたアリスを救うべく仲間とともに異次元を冒険し、クイズに答えたり敵と格闘したりする。
原作は中原涼のライトノベル『アリス』シリーズ。原作では高校生だった主人公たちがアニメでは中学生となっており、少女漫画ふうだったキャラデザインもコミカルなアニメ調に変更されている。ストーリーの大筋は同じだが、絵的に地味な問題や高度な問題などは時間的制約もあって省略または変更されている。なお、原作初期のゆかりはもともとは普通の口調だったが、後期の作品ではアニメと同じお嬢様口調である。
それぞれのエピソードは約40分。初回放送時には各エピソードが5分間、計8回のアニメコーナーに分けられ、2週間にわたって放送された。10か月間で全14話（28週相当）という放送スケジュールで、本放送期間中にも再放送が行われた。
本作までの『天才てれびくん』枠内アニメでは音響制作を担当したHALF H・P STUDIOの関連会社である81プロデュース所属の声優だけが出演していたが、本作以降、他の事務所の所属声優も出演するようになった。また、『救命戦士ナノセイバー』を最後に『天てれ』アニメ制作を離れたスタジオジュニオに代わり、J.C.STAFFがアニメーション制作を務めた。ビデオグラム化もされていなかったが、2007年4月27日にDVD-BOXが発売された。
なお、『天才てれびくん』本編でもてれび戦士が声優を体験する企画で本作の映像が使用されたことがある。また、1998年9月25日の生放送には、声優陣4名（池澤春菜、くまいもとこ、津久井教生、豊口めぐみ）がゲスト出演した。
EテレセレクションにおいてアリスSOS 総集編1「王様の国でSOS 前編」（1998年5月7日放送）、アリスSOS 総集編2「王様の国でSOS 後編」1998年5月8日（放送）が放送された。

## 登場人物

### レギュラーキャラクター
嵯峨野 タカシ（さがの タカシ）
声 - くまいもとこ
本作の主人公。本をこよなく愛する中学生で、彼の部屋は天井まで届く本棚と大量の本に囲まれている。古本のワゴンセールでたまたま「神様つき」の本を購入したことから、何者か（＝悪魔の親分）に攫われたアリスを救うことをその神様・M1に依頼され、異次元へと旅立つことになる。知力も体力もそれなり程度だが、勇気と度胸は誰よりも強く、決めたことを最後までやり遂げようとする頑固さもある。蒼色の髪に、茶色の瞳。赤いパーカーに長ズボン。一人称は「僕」。
杉田 ひろみ（すぎた ひろみ）
声 - 白石文子
タカシの家の隣に住む、明るく元気な少女。タカシとは幼稚園時代からの幼馴染。アリス救出は興味本位という名目だが、本当は危なっかしいタカシが心配で同行する。運動神経抜群で好奇心旺盛な性格だが、よく無茶をするタカシを心配するなど優しい一面も持ちあわせている。トシオ曰く「よく見るとかわいい」容姿だが、強気で男勝りであるため気づかれないことも多い。最終話ではタカシの死（実際には死んでいないが）を悲しんで大号泣したことも。赤茶色のボブヘアーに、赤色の瞳。横ストライプのシャツに黄色いパーカー。一人称は「あたし」。
和美 トシオ（かずみ トシオ）
声 - 津久井教生
タカシの親友。ギターが趣味。異次元に行くには数学の問題を解かなくてはならないため、援軍として呼ばれたのがきっかけで一緒に旅をするようになる。ただし知力はタカシより劣るので、あまり役には立たなかった。プレイボーイで、女の子のためならどんな時も頑張る性質。ゆかりのことを「俺の彼女」と言っては突っ込まれることが多い。スポーツは得意だが、本人は「人を傷つけるようなスポーツは好まない」と言っている。基本的にはナルシストで、いいかげんな性格に見えるが、判断力は高く冷静なツッコミを入れることもしばしば。オレンジ色の髪に、黄色の瞳。ヘアバンド、緑のシャツと青いジャケット。一人称は「俺」。
芦川 ゆかり（あしかわ ゆかり）
声 - 池澤春菜
トシオに声を掛けられ、半ば強引に連れてこられた少女。おしとやかなお嬢様タイプ。M1も他の3人を異次元へ飛ばすときは乱暴だが、彼女にだけはほとんど親切丁寧。しかし、気分が高揚したり、怒りが頂点に達したりすると暴言を吐くこともある。一緒に旅する4人の中では最も賢く、敵の出す問題に正解する確率は群を抜いて高い。トシオに想いを寄せられており、彼女の方も彼に気があるような描写がみられる。黒に近い菫色のロングヘアーに、深緑色の瞳。紫のブラウスにミニスカート。一人称は「私」。
M1（エムワン）
声 - 滝口順平
タカシの買った本に「おまけ」として付いて来た数学の神様で、アリスが何者かに攫われたことを告げに来た。異次元の旅では、ピンチに陥った時に1つの国の冒険につき3回まで魔法で助けてくれるが、失敗することもある。頭に天使の輪ではなく、杖の先端に蛍光灯を付けている。タカシたちを異次元に送り込む前には必ずクイズを出題し、それに正解しないとタカシたちはアリスを助けに行くことができない。異次元世界にタカシたちを送り込む（または異次元世界から元の世界に戻す）呪文は「サイン・コサイン・Vサイン」。ラーメンが大好物。後半ではそれを敵に利用され、命取りとなったこともある。一人称は「わし」。
なめくじネコ
声 - 西村朋紘
ネコの姿で胴体がナメクジの、浮遊する生物。「～なわけ」という語尾で話す。M1に代わって異次元を案内する役を任された。正式名は「役に立つなめくじネコ」であり、物知りということだが、肝心なことを知らないことが多く、ピンチになるとすぐに逃げ出してしまい、実質あまり役に立たない。そのため、タカシたちからぞんざいな扱いを受けている。ピンチになると瞳が青く大きくなる。
西村（にしむら）
声 - 梅津秀行
女言葉を操る男。タカシに惚れているらしい。色々なところで変装した彼に出会うが、何をしているのかは一切不明。彼のアドバイスでピンチを回避することもあれば、逆にピンチに陥ることもあり、敵か味方かも一切不明。最終話のラストシーンでは現実世界の新しい英語教師として登場しタカシたちを驚かせた。
グッチ先生
声 - 宇垣秀成
自称：人間の1000倍の知能を持つコンピュータ人間。自信を持てず、いつも愚痴ばかり零している陰気な性格。M1やなめくじネコが忙しい時にピンチヒッターとして呼ばれるが、ほとんどの場合は逆に足手まといになっている。飛行機に変身してタカシたちの移動手段になることが多い。
翔野 鋭一郎（しょうや えいいちろう）
声 - 緑川光
タカシ達のクラスに転校してきた謎の少年で、数学が得意な優等生。転校してきてすぐにタカシと仲良くなり、学校ではごく普通の友人として過ごしている。しかし、異世界に現れてはタカシ達の邪魔ばかりし、彼らを混乱させた。
小学時代勉強ばかりして太っていたため友達がおらず、そこを悪魔の親分に目をつけられてとり憑かれ、毎回アリスをさらっていた。
アリス
声 - 豊口めぐみ
童話『不思議の国のアリス』の主人公。毎回何者かに攫われ、いくつもの国を転々としている。4人の助けを待つ健気な一面を見せる。基本的には誘拐されることがほとんどだが、時には自分から絵本の世界から抜け出て異世界を旅してしまう、お転婆な一面もある。その姿は、タカシの持つフランス語版『不思議の国のアリス』の表紙に描かれているアリスに似ているが、それはタカシの一番気に入っているアリスの絵だという。毎回のセリフは非常に少なく、せいぜい助けられた時に「皆さん、ありがとうございました」と言う程度。容姿は金髪にピンク色のリボンとワンピース。
悪魔の親分
声 - 野沢雅子
正式名「アクマー・ノ・オヤビーン」。翔野にとり憑き、いつもアリスを攫っていた張本人。その正体は道化師を意識した子供の悪魔で、自分が絵本の世界で悪者にされていることに拗ねていたずらしているだけだった。アリスを攫ったのも、友達になりたかったからである。

### ゲストキャラクター
1話
忍耐 こずえ（にんたい こずえ）
声 - 菊地貴子
イグアナ姫（西村くん）の部下で、感動三姉妹の長女。巫女のような服装をしている。勝てばアリスの居所を教えるという条件で、氷の国でタカシとオセロをした。しかし、長時間氷点下で立っていたため凍りついて自滅してしまう。ネギ入りのカレーうどんが好物。
根性 みき（こんじょう みき）
声 - 加藤優子
イグアナ姫（西村くん）の部下で、感動三姉妹の次女。柔道の道着を着ている。炎の国の温泉でトシオにしりとり勝負を仕掛けたが、トシオとゆかりの愛の力(?)を見せられて動揺してしまい、熱さに耐えられなくなって降参する。
感謝 みどり（かんしゃ みどり）
声 - 辻香織
イグアナ姫（西村くん）の部下で、感動三姉妹の三女。セーラー服を着ている。彼女自身は「戦う理由がない」と言って棄権した。
シャドーキング
声 - 鈴木琢磨
王様の国の支配者で、アリスを捕らえていた。王冠とマントを身に付けたサルのような姿をしており、サーカスのテントのような城に住む。タカシ達を捕らえるが、牢屋の問題を解かれたことで脱走を許し、最後はM1の魔法で子分共々元のサルの姿に戻った。
2話
ラン
おいでおいでバエ
ジャキーニ
恐竜の国の支配者。ひろみのような気の強い女の子が好みで、彼女をかけて、タカシたちに袋の中から肉まんを出せば勝ち（中身は2個とも餡まん）というインチキなクイズを出すも、ゆかりが肉まんを食べる振りをして餡まんを食べたことで敗けを認める。その後、恐竜ロボットでタカシたちに襲いかかるもあと一歩のところで敗れ去る。
7話
トマトマ
声 - 高田由美
トマト人間。キュリキュリの妹。泣き虫で甘えん坊。
キュリキュリ
声 - 鈴木琢磨
キュウリ人間。トマトマの兄。
ポス
声 - 鈴木琢磨
ゴポゴポ
声 - 坂口候一

## 冒険した国
国へ行く際には、M1の出すクイズに回答する必要がある。
王様の国
王様になろうと思えば誰でもなれる国。いくつもの宮殿が立ち並び、道行く人は皆王の格好をしている。王は皆プライドが高く、一般人に話しかけられても会話しようとしない。ただし、格好が貧相だったり、宮殿が張りぼてだったりする。王になるには、勇気と行動力を示すために、金色の天馬に乗らなければならない。国旗の色は赤、青、黄、緑の四色。
恐竜の国
気温が高く、密林が広がっている。恐竜の他に、原始人たちも生活している（本来、恐竜と原始人は時代が違うが、なめくじネコは「なんでもあり」で済ませた）。原始人はいくつかの部族に分かれており、部族間の争いは「ツクシ戦争」（松葉相撲のようなもの）で決着をつけるというルールがある。
料理の国
グルメ大王によって統治された世界。グルメ人間と、天才料理人マッドグルメ（鋭一郎）が作りだした「魂を持つ料理」が暮らす。料理達は洋食と和食に分かれて対立してるが、その理由は実にくだらないもの。
さかさの国
悪口が褒め言葉だったり、地面から空に向かって雨が降ったり、潜水艦が空を飛んだり、空に湖があったりと、全てが逆さまの国。
サボテンの国
サボテン大王による二酸化炭素排出によって、辺り一面砂漠と化した国。
イジワルの国
道に落とし穴があったり、道路がベルトコンベアだったり、店の看板と品物が違ったり、理由も無く警察に捕まったりと、意地悪な人が暮らす世界。
サラダの国
「地上人」とよばれる葉菜類と、「地底人」と呼ばれる根菜類の野菜が暮らす国。
お江戸の国
日本の江戸時代のような国。タカシ達が訪れたのは、安政の大地震の数日前だった。
神様の国
主にギリシャ神話の神様が暮らす国。タカシ達は女神・アルテミスへの恋煩いに悩むM1を元に戻すために訪れた。
妖怪の国
世界中の妖怪が暮らす国。鋭一郎によって数百年振りに妖怪オリンピックが開催された。
うしろの国
服を前後逆に着て、後ろ向きになって歩くことが義務付けられた国。普通に歩くことは法律違反で、警察に逮捕される。
サンタの国
心構えを学ぶ「サンタの星」、トナカイの気持ちを理解する「トナカイの星」、煙突の降り方を学ぶ「煙突の星」、真冬の寒さに耐える「氷の星」といった、一人前のサンタになるための訓練を行う惑星がある。
テレビの国
何の準備も無く入ると強烈な砂嵐に襲われるが、「スイッチオン」と叫ぶと普通の町になる。内部は番組ジャンルごとに区分けされ、「ワイドショーの国」、「時代劇の国」などがある。中央にはラジオタワーが建ち、ここで電波人間になる改造手術が行われる。
悪魔の国
文字通り悪魔が住む国で、M1が「悪魔の親分がいるのは悪魔の国じゃ」と伝えるとひろみに「まんまじゃないの！」と突っ込まれた。「アマゾーネス」が暮らすジャングルを抜けなければ国に入れない。砂漠の中のピラミッドが悪魔の親分の本拠地である。

## スタッフ
- 原作 - 中原涼（『講談社X文庫』刊）
- 監督 - 金子伸吾
- シリーズ構成 - 中村修
- キャラクターデザイン - 中山由美
- 美術監督 - 廣瀬義憲
- 音響監督 - 中野徹
- 音楽 - 神尾憲一
- 音響効果 - 佐々木純一(アニメサウンド)
- 現像 - 東京現像所
- アニメーションプロデューサー - 蔭山康生、松倉友二
- アニメーション制作 - J.C.STAFF
- 製作 - NHK

## 主題歌
オープニングテーマ
「S・O・S」（ショートバージョン）
作詞 - 阿久悠 / 作曲 - 都倉俊一 / 編曲 - 神尾憲一 / 歌 - くまいもとこ・津久井教生・池澤春菜・豊口めぐみ
サビの部分だけの20秒のバージョン。初回放送時に使用。DVDではエンディングテーマとして使われている。
「S・O・S」（ロングバージョン）
作詞 - 阿久悠 / 作曲 - 都倉俊一 / 編曲 - 大森俊之 / 歌 - 池澤春菜・豊口めぐみ
ワンコーラスとリフレインの1分35秒のバージョン。再放送（総集編）時に使用。DVDでもオープニングテーマとして使われている。

## 各話リスト
- 13話・14話の5分版は未放送のままお蔵入りとなっている。これは『天才てれびくん』の放送1000回達成に伴う特別企画を放送した事に伴うもの。

| 話数   | サブタイトル      | 脚本       | 絵コンテ                  | 演出                        | 作画監督                | 放送日                                        | 放送日                  |
| 話数   | サブタイトル      | 脚本       | 絵コンテ                  | 演出                        | 作画監督                | 5分                                           | 20分                    |
| ------ | ----------------- | ---------- | ------------------------- | --------------------------- | ----------------------- | --------------------------------------------- | ----------------------- |
| 第1話  | 王様の国でSOS     | 中村修     | 金子伸吾                  | 桜美かつし ながはまのりひこ | 中山由美                | 1998年 04月06日 - 04月09日04月13日 - 04月16日 | 1998年 05月07日05月08日 |
| 第2話  | 恐竜の国でSOS     | 加藤みのる | 細田雅弘                  | 細田雅弘                    | 山中悟                  | 04月20日 - 04月23日04月27日 - 04月30日        | 06月11日06月12日        |
| 第3話  | 料理の国でSOS     | 杉森美也子 | 山口武志                  | 熊谷雅晃 ながはまのりひこ   | 高田三郎 をがわいちろを | 05月11日 - 05月14日05月18日 - 05月21日        | 07月16日07月17日        |
| 第4話  | さかさの国でSOS   | 中村修     | NAOHMI                    | 岡崎ゆきお 鈴木行           | 山﨑展義 和田崇         | 05月25日 - 05月28日06月01日 - 06月04日        | 09月03日09月04日        |
| 第5話  | サボテンの国でSOS | 中村修     | 横田和 伊藤尚往           | 阿宮正和 石堂宏之           | 坂元大二郎 井口忠一     | 06月15日 - 06月18日06月22日 - 06月25日        | 10月08日10月09日        |
| 第6話  | イジワルの国でSOS | 杉森美也子 | 熊谷雅晃 ながはまのりひこ | 熊谷雅晃 ながはまのりひこ   | 高田三郎 をがわいちろを | 06月29日 - 07月02日07月06日 - 07月09日        | 11月12日11月13日        |
| 第7話  | サラダの国でSOS   | 中村修     | 岡崎幸男 向中野義雄       | 岡崎幸男 近藤優次           | 山﨑展義 近藤優次       | 09月07日 - 09月10日09月14日 - 09月17日        | 12月15日12月16日        |
| 第8話  | お江戸の国でSOS   | 加藤みのる | 横田和 桜美かつし         | 阿宮正和 大関雅幸           | 坂元大二郎 大河原晴男   | 09月21日 - 09月24日09月28日 - 10月01日        | 12月17日12月18日        |
| 第9話  | 神様の国でSOS     | 杉森美也子 | 熊谷雅晃 ながはまのりひこ | 熊谷雅晃 ながはまのりひこ   | 武内啓 をがわいちろを   | 10月12日 - 10月15日10月19日 - 10月22日        | 12月23日12月24日        |
| 第10話 | 妖怪の国でSOS     | 中村修     | 横田和 桜美かつし         | 岡崎ゆきお 石堂宏之         | 山﨑展義 中山由美       | 10月26日 - 10月29日11月02日 - 11月05日        | 12月25日12月28日        |
| 第11話 | うしろの国でSOS   | 加藤みのる | 向中野義雄 阿宮正和       | 近藤優次 阿宮正和           | 近藤優次 山崎輝彦       | 11月16日 - 11月19日11月23日 - 11月26日        | 12月29日12月30日        |
| 第12話 | サンタの国でSOS   | 杉森美也子 | 熊谷雅晃 川島宏           | 熊谷雅晃 ながはまのりひこ   | 武内啓 をがわいちろを   | 1998年 11月30日 - 12月03日12月07日 - 12月10日 | 1999年 01月18日01月19日 |
| 第13話 | テレビの国でSOS   | 中村修     | 池上和誉                  | 池端隆史                    | 大河原晴男              | 1999年 01月11日 - 01月14日※放送なし           | 1999年 01月20日01月21日 |
| 第14話 | 悪魔の国でSOS     | 中村修     | 松本淳 金子伸吾           | 熊谷雅晃 ながはまのりひこ   | 武内啓 をがわいちろを   | ※放送なし                                     | 01月27日01月28日        |